# Fort Sumter

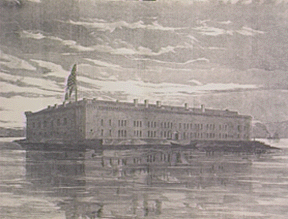
Fort Sumter în 1861, înainte de bătălie

Fort Sumter este o fortificație construită pe malul Oceanului Atlantic, în portul Charleston, Carolina de Sud, Statele Unite. Fortul este cunoscut pentru bătălia de la Fort Sumter, bătălia care a declanșat războiul civil american.